# Ferrovia Berna-Lucerna
La ferrovia Berna-Lucerna è una linea ferroviaria a scartamento normale della Svizzera.

## Storia
Nel 1857 il canton Berna diede alla Schweizerische Ostwestbahn la concessione per le linee La Neuveville-Bienne-Berna e Berna-Lucerna (via Emmental ed Entlebuch). Il 3 dicembre 1860 aprì la tratta Bienne-La Neuveville, ma per motivi finanziari l'anno successivo la Ostwestbahn si sciolse; il cantone rilevò la concessione per le linee La Neuveville-Bienne-Zollikofen (dove si allacciava alla ferrovia Berna-Olten) e Langnau-Gümligen (dove si allacciava alla ferrovia Berna-Thun) costituendo la Bernische Staatsbahn (BSB).
Il 1º giugno 1864 la BSB aprì la tratta Gümligen-Langnau della linea per Lucerna, insieme alla la tratta Zollikofen-Bienne della linea per Bienne.
Nel 1873 iniziarono i lavori per la costruzione del prolungamento della linea da Langnau al bivio di Fluhmühle (dove si allacciava alla linea da Olten a Lucerna), che aprì l'11 agosto 1875. La tratta fu costruita dalla Bern-Luzern-Bahn (BLB), partecipata dai cantoni Berna e Lucerna e da alcuni comuni interessati; la BLB aveva rilevato anche la tratta Gümligen-Langnau dalla BSB. L'esercizio era curato dalla Chemins de fer du Jura bernois (JB), sotto il nome Jura-Bern-Luzern. Nel febbraio 1876 la BLB dichiarò bancarotta, e l'anno successivo la linea fu rilevata all'asta dal canton Berna (con l'esercizio sempre curato dalla Jura-Bern-Luzern). Nel 1890 la linea confluì nella Compagnia del Giura-Sempione (JS). Nel 1903 la JS fu nazionalizzata: da allora fa parte della rete delle Ferrovie Federali Svizzere (FFS).
Nel luglio 1919 venne elettrificata la tratta tra Berna e Gümligen (comune alla Berna-Thun); la tratta Lucerna-Gütsch (comune alla Olten-Lucerna) fu elettrificata il 14 maggio 1924. L'elettrificazione della linea fu completata il 15 agosto 1934.
Il 20 maggio 1912 venne raddoppiata la sezione tra Berna Wylerfeld e Gümligen; il 6 giugno 1939 fu il turno della tratta in comune con la Olten-Lucerna fino a Sentimatt. Nel 1969 vennero rimaneggiati i posti movimento di Gütsch e di Würzembach e ammodernate le apparecchiature di sicurezza della stazione di Lucerna, permettendo un migliore accesso a quest'ultima: sino ad allora, infatti, si avevano due linee a binario unico affiancate (una per i treni verso Zurigo e il Gottardo e l'altra per i convogli verso Berna, Olten e la Seetal).
Nel maggio 1967 entrò in esercizio il binario di raccordo tra la stazione di Ostermundigen e quella di Zollikofen (sulla ferrovia Olten-Berna), migliorando i collegamenti tra Olten, Bienne e il Sempione.
Nel 2004 sono state raddoppiate tre tratte nell'Emmental.

## Caratteristiche
La ferrovia, a scartamento normale, è lunga 95,54 km, è elettrificata a corrente alternata monofase con la tensione di 15.000 V alla frequenza di 16,7 Hz; la pendenza massima è del 20 per mille. È a doppio binario nelle tratte Berna-Gümligen, Bachtele-Tägertschi, Konolfingen-Zäziwil, Schlossberg (Signau)-Schüpbach (Signau) e bivio Fluhmühle-Lucerna.

### Percorso
| Continuation backward |

|  | Station on track | Unknown route-map component "tKBHFa" |

|  | Unknown route-map component "exSTR+l" | Unknown route-map component "eABZgr" | Unknown route-map component "tSTRl" | Unknown route-map component "tCONTfq" |

| Unknown route-map component "exWBRÜCKE1" | Straight track |  |

| Unknown route-map component "exSTR" | Unknown route-map component "hKRZWae" |  |

| Unknown route-map component "exSTRl" | Unknown route-map component "eABZg+r" |  |

| Unknown route-map component "exSTR+l" | Unknown route-map component "eABZgr" |  |

| Unknown route-map component "exSTR" | Unknown route-map component "ABZgl" | Unknown route-map component "STR+r" |

| 103,33 |
| 108,58 |

| Unknown route-map component "exSTR" | Station on track | Station on track |

|  | Unknown route-map component "exSTR" | Unknown route-map component "ABZg+l" | Unknown route-map component "ABZql" | Unknown route-map component "CONTfq" |

| Unknown route-map component "ENDExa" | Unknown route-map component "SKRZ-Au" |  |

| Unknown route-map component "eBHF" | Station on track |  |

| Unknown route-map component "eABZgl" | Unknown route-map component "eKRZ" | Unknown route-map component "exSTRq" |

| One way leftward | Unknown route-map component "ABZg+r" |  |

| Unknown route-map component "uCONTgq" | Unknown route-map component "mKRZu" | Unknown route-map component "uSTR+r" |

|  | Station on track | Urban stop on track |

|  |  | Straight track | Unknown route-map component "uSTRl" | Unknown route-map component "uCONTfq" |

| Unknown route-map component "CONTgq" | Unknown route-map component "ABZgr" |  |

|  | Station on track |

|  | Non-passenger station/depot on track |

|  | Station on track |

| Unknown route-map component "CONTgq" | Unknown route-map component "ABZg+r" |  |

|  | Station on track |

|  | Unknown route-map component "ABZgl" | Unknown route-map component "CONTfq" |

|  | Station on track |

|  | Station on track |

|  | Non-passenger station/depot on track |

|  | Station on track |

|  | Non-passenger station/depot on track |

|  | Station on track |

|  | Unknown route-map component "hKRZWae" |

|  | Unknown route-map component "ABZg+l" | Unknown route-map component "CONTfq" |

|  | Non-passenger station/depot on track |

|  | Station on track |

|  | Station on track |

|  | Unknown route-map component "eBHF" |

|  | Enter and exit tunnel |

|  | Station on track |

|  | Unknown route-map component "hKRZWae" |

|  | Station on track |

|  | Stop on track |

|  | Station on track |

|  | Enter and exit short tunnel |

|  | Enter and exit short tunnel |

|  | Enter and exit short tunnel |

|  | Enter and exit short tunnel |

|  | Unknown route-map component "eBHF" |

|  | Enter and exit tunnel |

|  | Unknown route-map component "hKRZWae" |

|  | Unknown route-map component "ABZg+l" | Unknown route-map component "CONTfq" |

|  | Station on track |

|  | Enter and exit tunnel |

|  | Stop on track |

|  | Unknown route-map component "hKRZWae" |

|  | Station on track |

|  | Station on track |

|  | Station on track |

|  | Enter and exit tunnel |

|  | Unknown route-map component "ABZg+l" | Unknown route-map component "CONTfq" |

|  | Non-passenger station/depot on track |

|  | Unknown route-map component "ABZg+l" | Unknown route-map component "CONTfq" |

|  | Enter and exit tunnel |

|  | Non-passenger station/depot on track |

|  | Enter and exit tunnel |

| Unknown route-map component "CONTgq" | Unknown route-map component "STR+r" | Straight track |  |  |

| End station | End station |  |

La linea parte dalla stazione di Berna. Nel 1941 la linea venne deviata sul nuovo viadotto in cemento armato a quattro binari della Lorraine sul fiume Aar lungo circa 1150 metri. Il viadotto sostituiva un preesistente ponte metallico a due binari, costruito tra il 1856 e il 1858 e noto come "Rote Brücke" (ponte rosso) a causa della vernice antiruggine che lo ricopriva.
In occasione del raddoppio della tratta Berna Wylerfeld-Gümligen la linea venne deviata nei pressi di Ostermundigen, con la costruzione di una nuova stazione. Dopo Gümligen la linea si distacca dalla Berna-Thun dirigendosi verso est; tra Lauperswil e Wiggen viene seguito il corso del fiume Ilfis, attraversato prima di Langnau. Lasciato il canton Berna per il canton Lucerna, si entra nell'Entlebuch, percorrendo la valle del fiume Kleine Emme fino a Littau.
Attraversata la galleria dello Zimmeregg la linea si immette nella Olten-Berna, terminando il proprio percorso alla stazione di Lucerna.

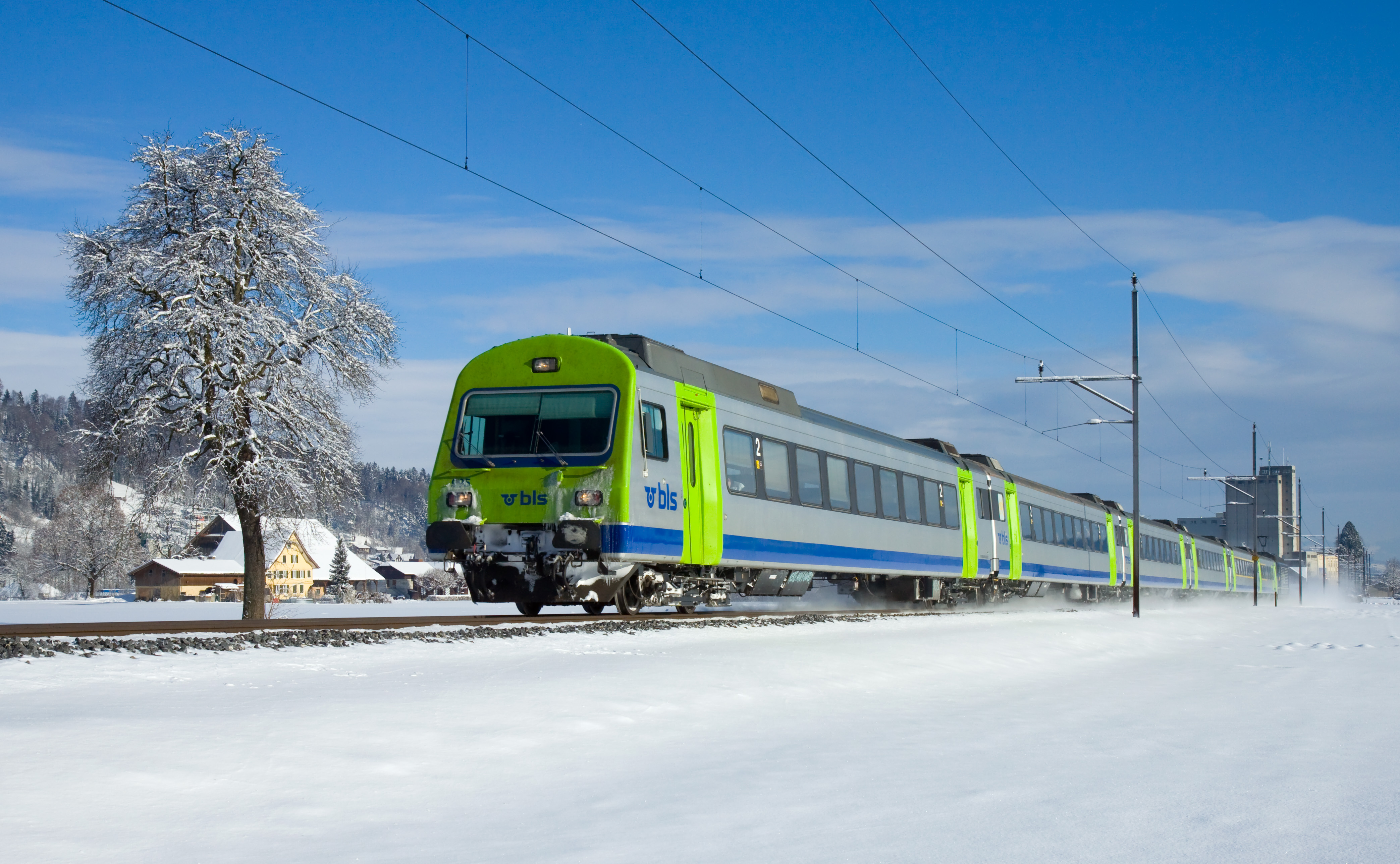
Un convoglio BLS a Malters